# Сацукидай (станция)
Станция Сацукидай (яп. 五月台駅 сацукидай эки) — железнодорожная станция на линии Тама, расположенная в городе Кавасаки, префектуры Канагава. Станция была открыта 1-го июня 1974 года. Нынешнее здание станции построено в 2006 году.

## Планировка станции
2 пути и две боковые платформы.
| 1 | ■ Линия Тама | Син-Юригаока, Синдзюку     |
| 2 | ■ Линия Тама | Одакю-Тама-Центр, Каракида |

## Близлежащие станции

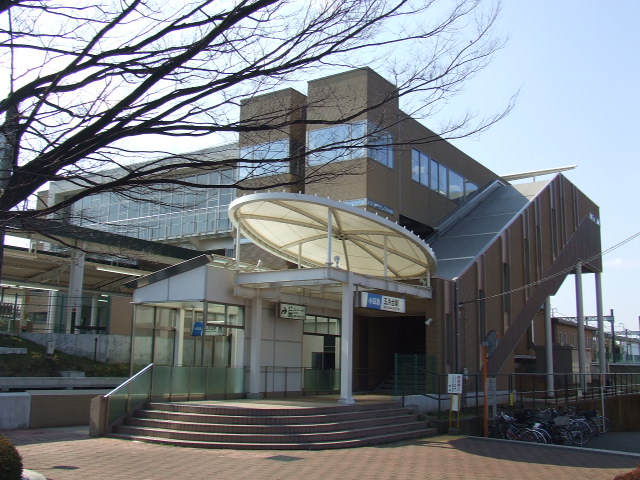
Северный выход станции Сацукидай

| «            |            | Линия                           |            | »          |
| Линия Тама   | Линия Тама | Линия Тама                      | Линия Тама | Линия Тама |
| ------------ | ---------- | ------------------------------- | ---------- | ---------- |
| Син-Юригаока |            | Section Semi Express (区間準急) |            | Курихира   |
| Син-Юригаока |            | Local (各駅停車)                |            | Курихира   |